# Luka Romero
Luka Romero Bezzana (Victoria de Durango, 18 novembre 2004) è un calciatore argentino, centrocampista o attaccante del Cruz Azul e della nazionale Under-20 argentina.

## Biografia
Figlio dell'ex calciatore argentino Diego Romero, Luka è nato in Messico a Victoria de Durango nel periodo in cui il padre giocava per la formazione locale. Nel 2011 si è trasferito in Spagna con tutta la famiglia, ed in seguito è entrato a far parte delle giovanili del Sant Jordi. Ha un fratello gemello, Tobías, che gioca come portiere e ha rappresentato il Messico a livello giovanile.

## Caratteristiche tecniche
Può giocare sia come ala, che come centrocampista offensivo, è dinamico ed in grado di svariare su tutto il fronte offensivo. È dotato di buona tecnica e dribbling in velocità.
Nel 2021, è stato inserito nella lista "Next Generation" dei sessanta migliori talenti nati nel 2004, redatta dal quotidiano inglese The Guardian.

## Carriera

### Club

#### Gli inizi in Spagna e il debutto a Maiorca
Nel 2015, dopo aver acquisito il passaporto spagnolo, è stato acquistato dal Maiorca che lo ha inserito nel proprio settore giovanile. Il 25 giugno 2020, grazie all'ingresso negli ultimi minuti di gioco della gara persa 2-0 contro il Real Madrid, è diventato a 15 anni e 219 giorni il più giovane calciatore a giocare nella Primera División, superando il precedente record di Francisco Bao Rodríguez..
L'anno successivo viene confermato in rosa dagli isolani retrocessi, dove segna la sua prima rete tra i professionisti il 29 novembre 2020 nel successo per 4-0 contro l'UD Logroñés a 16 anni e 11 giorni, diventando il marcatore più giovane nella storia del club maiorchino.

#### Lazio
A luglio 2021, Romero si trasferisce alla Lazio. Il suo contratto viene depositato in lega il 4 agosto successivo, mentre il suo acquisto viene annunciato dal club biancoceleste quindici giorni dopo. Il successivo 28 agosto fa il suo esordio in Serie A con la maglia della Lazio nella gara casalinga contro lo Spezia vinta per 6-1, subentrando all'80º minuto a Felipe Anderson e diventando il più giovane esordiente in A nella storia della Lazio a 16 anni, 9 mesi e 10 giorni. Il 18 gennaio 2022 arriva anche l'esordio in Coppa Italia nella gara all'Olimpico vinta dalla Lazio 1-0 nei tempi supplementari contro l'Udinese, subentrando negli ultimi due minuti del primo tempo supplementare al posto di Felipe Anderson. Chiude la sua prima stagione in Italia con un totale di nove presenze.
Nella stagione 2022-2023, il 15 settembre 2022, al 76' della trasferta di Europa League in casa del Midtjylland, persa per 5 a 1 dai biancocelesti, subentra a Ciro Immobile, registrando così il suo esordio in una competizione europea. All'ultima giornata del girone riceve il primo cartellino rosso in carriera, contro il Feyenoord per doppia ammonizione, dopo aver allontanato il pallone a gioco fermo. Il 10 novembre successivo realizza la sua prima rete in Serie A nella partita casalinga di campionato vinta per 1 a 0 contro il Monza, diventando il primo giocatore nato nel 2004 a segnare un gol nella storia della Serie A ed il secondo giocatore più giovane della storia della società biancoceleste a segnare una rete nella massima divisione a 17 anni e 357 giorni, dietro solo ad Alessandro Capponi che segnò a 17 anni e 129 giorni. Nella giornata successiva viene schierato titolare per la prima volta con la Lazio, nella partita persa 3-0 contro la Juventus all'Allianz Stadium di Torino. Al termine della stagione, non trova l'accordo per il rinnovo del contratto con il club capitolino, rimanendo svincolato.

#### Milan e prestiti
Il 6 luglio 2023 Romero si accasa a parametro zero al Milan, sempre in Serie A, con cui firma un contratto quadriennale.
Dopo aver giocato cinque partite con i rossoneri, di cui quattro in campionato e una in Coppa Italia, il 22 gennaio 2024 viene ceduto in prestito secco all'Almería, nella massima serie spagnola. Colleziona 13 presenze e tre reti con il club andaluso, pur non riuscendo a evitare la loro retrocessione in Segunda División al termine della stagione, in seguito a cui fa rientro al Milan.
Il 23 luglio 2024 viene ceduto in prestito con diritto di riscatto all'Alavés, sempre in Liga.

#### Cruz Azul
Una volta risolto anticipatamente il prestito alla squadra spagnola, il 18 gennaio 2025 viene ceduto a titolo definitivo ai messicani del Cruz Azul per 3,5 milioni.

### Nazionale
A livello internazionale, Romero ha potuto scegliere di rappresentare tre nazioni diverse: Argentina (di cui sono originari i suoi genitori), Messico (in cui è nato) e Spagna (in cui ha abitato per dieci anni).
Il centrocampista ha poi deciso di rappresentare il primo Stato, giocando nelle rappresentative Under-15 e Under-17 argentine.
Il 7 marzo 2022, viene convocato per la prima volta dal commissario tecnico della nazionale maggiore argentina, Lionel Scaloni, in vista delle partite di qualificazione dei mondiali del 2022 contro Venezuela ed Ecuador, senza però scendere in campo.
Nell'ottobre dello stesso anno, viene inserito nella lista dei pre-convocati per i Mondiali di calcio in Qatar, non rientrando però nella rosa finale.
Nel maggio del 2023, viene convocato dal selezionatore Javier Mascherano nella nazionale Under-20 argentina, in vista della partecipazione ai Mondiali di categoria, organizzati in casa, segnando due gol.

## Statistiche

### Presenze e reti nei club
Statistiche aggiornate al 1º luglio 2024.
| Stagione          | Squadra           | Campionato        | Campionato | Campionato | Coppe nazionali | Coppe nazionali | Coppe nazionali | Coppe continentali | Coppe continentali | Coppe continentali | Altre coppe | Altre coppe | Altre coppe | Totale | Totale | Totale |
| Stagione          | Squadra           | Comp              | Pres       | Reti       | Comp            | Pres            | Reti            | Comp               | Pres               | Reti               | Comp        | Pres        | Reti        | Pres   | Reti   |        |
| ----------------- | ----------------- | ----------------- | ---------- | ---------- | --------------- | --------------- | --------------- | ------------------ | ------------------ | ------------------ | ----------- | ----------- | ----------- | ------ | ------ | ------ |
| 2019-2020         | Maiorca B         | TD                | 1          | 0          | -               | -               | -               | -                  | -                  | -                  | -           | -           | -           | 1      | 0      |        |
| 2020-2021         | Maiorca B         | TD                | 15         | 2          | -               | -               | -               | -                  | -                  | -                  | -           | -           | -           | 15     | 2      |        |
| Totale Mallorca B | Totale Mallorca B | Totale Mallorca B | 16         | 2          |                 | -               | -               | -                  | -                  | -                  | -           | -           | -           | 16     | 2      |        |
| 2019-2020         | Maiorca           | PD                | 1          | 0          | CR              | 0               | 0               | -                  | -                  | -                  | -           | -           | -           | 1      | 0      |        |
| 2020-2021         | Maiorca           | SD                | 6          | 1          | CR              | 2               | 0               | -                  | -                  | -                  | -           | -           | -           | 8      | 1      |        |
| Totale Mallorca   | Totale Mallorca   | Totale Mallorca   | 7          | 1          |                 | 2               | 0               | -                  | -                  | -                  | -           | -           | -           | 9      | 1      |        |
| 2021-2022         | Lazio             | A                 | 8          | 0          | CI              | 1               | 0               | UEL                | 0                  | 0                  | -           | -           | -           | 9      | 0      |        |
| 2022-2023         | Lazio             | A                 | 6          | 1          | CI              | 1               | 0               | UEL+UECL           | 3+2                | 0                  | -           | -           | -           | 12     | 1      |        |
| Totale Lazio      | Totale Lazio      | Totale Lazio      | 14         | 1          |                 | 2               | 0               |                    | 5                  | 0                  |             | -           | -           | 21     | 1      |        |
| 2023-gen. 2024    | Milan             | A                 | 4          | 0          | CI              | 1               | 0               | UCL                | 0                  | 0                  | -           | -           | -           | 5      | 0      |        |
| gen-giu. 2024     | Almería           | PD                | 13         | 3          | CR              | -               | -               | -                  | -                  | -                  | -           | -           | -           | 13     | 3      |        |
| 2024-gen. 2025    | Alavés            | PD                | 5          | 0          | CR              | 1               | 0               | -                  | -                  | -                  | -           | -           | -           | 6      | 0      |        |
| Totale carriera   | Totale carriera   | Totale carriera   | 56         | 7          |                 | 6               | 0               |                    | 5                  | 0                  |             | -           | -           | 67     | 7      |        |

### Record
- Calciatore più giovane (15 anni e 219 giorni), ad aver esordito nella Liga.[5]
- Marcatore più giovane (16 anni e 11 giorni) della storia del  Maiorca.[6]
- Calciatore più giovane (16 anni, 9 mesi e 10 giorni) ad aver esordito in Serie A nella storia della Lazio.
- Primo calciatore nato nel 2004 ad aver segnato in Serie A.

## Palmarès
- CONCACAF Champions' Cup: 1

Cruz Azul: 2025